# Pyrwa profesionałna futbołna liga (2025/2026)
Ten artykuł dotyczy trwającego lub niedawnego wydarzenia sportowego. Informacje w nim zamieszczone mogą się zmienić lub zdezaktualizować wraz z postępem zdarzenia. Początkowe doniesienia, wyniki lub statystyki mogą być niepewne. Ostatnie aktualizacje do tego artykułu mogą nie odzwierciedlać najbardziej aktualnych informacji.
Pyrwa profesionałna futbołna liga 2025/2026 (oficjalnie znana jako efbet League ze względów sponsorskich) – 102. edycja najwyższej klasy rozgrywkowej piłki nożnej w Bułgarii.
Bierze w niej udział 16 drużyn, które w okresie od 18 lipca 2025 do 29 maja 2026 rozegrają w dwóch fazach 35 kolejek meczów.
Sezon zakończą baraże o utrzymanie w Pyrwa liga i miejsce w Lidze Konferencji UEFA.
Tytuł mistrzowski broni drużyna Łudogorec Razgrad.

## Drużyny
| Uczestnicy poprzedniej edycji                                                                                 | Uczestnicy poprzedniej edycji | Uczestnicy poprzedniej edycji | Uczestnicy poprzedniej edycji |
| --- | ----------------------------- | ----------------------------- | ----------------------------- |
| RAZ | Łudogorec Razgrad             | 1                             |                               |
| LEV | Lewski Sofia                  | 2                             |                               |
| CHM | Czerno More Warna             | 3                             |                               |
| ARD | Arda Kyrdżali                 | 4                             |                               |
| CSS | CSKA Sofia                    | 5                             |                               |
| BOT | Botew Płowdiw                 | 6                             |                               |
| SPV | Spartak Warna                 | 7                             |                               |
| BSZ | Beroe Stara Zagora            | 8                             |                               |
| SLA | Sławia Sofia                  | 9                             |                               |
| LSO | Łokomotiw Sofia               | 10                            |                               |
| CSK | CSKA 1948 Sofia               | 11                            |                               |
| SEP | Septemwri Sofia               | 12                            |                               |
| po barażach                                                                                                   |                               |                               |                               |
| LPL | Łokomotiw Płowdiw             | 13                            |                               |
| BVR | Botew Wraca                   | 14                            |                               |
| Awans z Wtora liga                                                                                            |                               |                               |                               |
| DOB | Dobrudża Dobricz              | 1                             |                               |
| MON | PFK Montana                   | 2                             |                               |
| Oznaczenia: - kolumna pierwsza – skróty nazw drużyn, - kolumna trzecia – miejsce zajęte w poprzednim sezonie. |                               |                               |                               |

## Faza zasadnicza
| Lp. | Drużyna            | M | Z | R | P | B+ | B– | +/– | Pkt | Kwalifikacja             |  | LEV    | LUD    | LPD    | CSK    | BVR   | SLA   | BPD    | LSO    | CSS   | CHM | BER   | SPV    | ARD   | DOB   | MON   | SEP    |
| --- | ------------------ | - | - | - | - | -- | -- | --- | --- | ------------------------ |  | ------ | ------ | ------ | ------ | ----- | ----- | ------ | ------ | ----- | --- | ----- | ------ | ----- | ----- | ----- | ------ |
| 1   | Lewski Sofia       | 1 | 1 | 0 | 0 | 5  | 0  | +5  | 3   | grupa mistrzowska        |  |        |        |        |        |       | 3 sie |        |        |       |     |       |        |       |       | 5–0   |        |
| 2   | Łudogorec Razgrad  | 1 | 1 | 0 | 0 | 5  | 0  | +5  | 3   | grupa mistrzowska        |  |        |        |        |        |       |       |        |        |       |     |       |        |       | 2 sie |       | 5–0    |
| 3   | Łokomotiw Płowdiw  | 1 | 1 | 0 | 0 | 1  | 0  | +1  | 3   | grupa mistrzowska        |  |        |        |        |        |       |       |        |        | 2 sie |     |       |        |       | 1–0   |       |        |
| 4   | CSKA 1948 Sofia    | 1 | 1 | 0 | 0 | 1  | 0  | +1  | 3   | grupa mistrzowska        |  |        |        |        |        |       |       |        |        |       |     |       |        | 1–0   |       |       | 1 sie  |
| 5   | Botew Wraca        | 1 | 0 | 1 | 0 | 2  | 2  | 0   | 1   | baraż o ligę konferencji |  |        | 25 lip |        |        |       |       |        |        |       |     |       |        |       |       |       |        |
| 6   | Sławia Sofia       | 1 | 0 | 1 | 0 | 2  | 2  | 0   | 1   | baraż o ligę konferencji |  |        |        |        |        | 2–2   |       |        |        |       |     |       |        |       |       |       |        |
| 7   | Botew Płowdiw      | 1 | 0 | 1 | 0 | 1  | 1  | 0   | 1   | baraż o ligę konferencji |  |        |        |        |        |       |       |        |        | 1–1   |     |       |        | 4 sie |       |       |        |
| 8   | Łokomotiw Sofia    | 1 | 0 | 1 | 0 | 1  | 1  | 0   | 1   | baraż o ligę konferencji |  |        |        |        |        |       |       |        |        |       | 1–1 |       |        |       |       | 3 sie |        |
| 9   | CSKA Sofia         | 1 | 0 | 1 | 0 | 1  | 1  | 0   | 1   | grupa spadkowa           |  |        |        |        |        |       |       |        |        |       |     |       | 26 lip |       |       |       |        |
| 10  | Czerno More Warna  | 1 | 0 | 1 | 0 | 1  | 1  | 0   | 1   | grupa spadkowa           |  |        |        |        |        |       |       | 27 lip |        |       |     | 4 sie |        |       |       |       |        |
| 11  | Beroe Stara Zagora | 1 | 0 | 1 | 0 | 0  | 0  | 0   | 1   | grupa spadkowa           |  |        |        |        | 26 lip |       |       |        |        |       |     |       |        |       |       |       |        |
| 12  | Spartak Warna      | 1 | 0 | 1 | 0 | 0  | 0  | 0   | 1   | grupa spadkowa           |  |        |        |        |        | 1 sie |       |        |        |       |     | 0–0   |        |       |       |       |        |
| 13  | Arda Kyrdżali      | 1 | 0 | 0 | 1 | 0  | 1  | −1  | 0   | grupa spadkowa           |  |        |        |        |        |       |       |        | 27 lip |       |     |       |        |       |       |       |        |
| 14  | Dobrudża Dobricz   | 1 | 0 | 0 | 1 | 0  | 1  | −1  | 0   | grupa spadkowa           |  |        |        |        |        |       |       |        |        |       |     |       |        |       |       |       | 28 lip |
| 15  | Montana            | 1 | 0 | 0 | 1 | 0  | 5  | −5  | 0   | grupa spadkowa           |  |        |        | 28 lip |        |       |       |        |        |       |     |       |        |       |       |       |        |
| 16  | Septemwri Sofia    | 1 | 0 | 0 | 1 | 0  | 5  | −5  | 0   | grupa spadkowa           |  | 27 lip |        |        |        |       |       |        |        |       |     |       |        |       |       |       |        |

## Najlepsi strzelcy
| Bramki | Strzelcy        | Drużyna      |
| ------ | --------------- | ------------ |
| 2      | Marin Petkov    | Lewski Sofia |
| 2      | Roberto Raychev | Sławia Sofia |

Stan na 2024-07-21. Źródło:

## Stadiony
| Arda Kyrdżali |
| ------------- |
| Arena Arda    |
| 11 114        |
|               |

| Beroe Stara Zagora |
| ------------------ |
| Stadion Beroe      |
| 12 128             |
|                    |

| Botew Płowdiw          |
| ---------------------- |
| Stadion Christa Botewa |
| 18 777                 |
|                        |

| Botew Wraca            |
| ---------------------- |
| Stadion Christa Botewa |
| 6417                   |
|                        |

| Czerno More Warna |
| ----------------- |
| Stadion Ticza     |
| 8250              |
|                   |

| CSKA 1948 Sofia   |
| ----------------- |
| Stadion Bistritsa |
| 2500              |
|                   |

| CSKA Sofia                |
| ------------------------- |
| Stadion Armii Bułgarskiej |
| 22 995                    |
|                           |

| Dobrudża Dobricz |
| ---------------- |
| Stadion Drużba   |
| 12 000           |
|                  |

| Lewski Sofia                     |
| -------------------------------- |
| Vivacom Arena – Georgi Asparuhov |
| 25 000                           |
|                                  |

| Łokomotiw Płowdiw |
| ----------------- |
| Stadion Lokomotiv |
| 8610              |
|                   |

| Łokomotiw Sofia   |
| ----------------- |
| Stadion Lokomotiv |
| 22 000            |
|                   |

| Łudogorec Razgrad |
| ----------------- |
| Huvepharma Arena  |
| 10 422            |
|                   |

| Montana          |
| ---------------- |
| Huvepharma Arena |
| 7000             |
|                  |

| Septemwri Sofia   |
| ----------------- |
| Stadion Łokomotiw |
| 11 200            |
|                   |

| Sławia Sofia                    |
| ------------------------------- |
| Stadion Aleksandara Shalamanova |
| 25 556                          |
|                                 |

| Spartak Warna   |
| --------------- |
| Stadion Spartak |
| 7500            |
|                 |

Źródło: .